# ノザーテ
ノザーテ（伊: Nosate）は、イタリア共和国ロンバルディア州ミラノ県にある、人口約600人の基礎自治体（コムーネ）。

## 地理

### 位置・広がり

#### 隣接コムーネ
隣接するコムーネは以下の通り。括弧内のVAはヴァレーゼ県、NOはノヴァーラ県所属を示す。
- ベッリンツァーゴ・ノヴァレーゼ (NO)
- カーメリ (NO)
- カスターノ・プリーモ
- ロナーテ・ポッツォーロ (VA)

### 地震分類
イタリアの地震リスク階級 (it) では、4 に分類される
。